# Odprto prvenstvo Avstralije 2017
Odprto prvenstvo Avstralije 2017 je sto peti teniški turnir za Grand Slam, ki je potekal med 16. in 29. januarjem 2017 v Melbournu.

## Rezultati

### Moški posamično
- Roger Federer :  Rafael Nadal, 6–4, 3–6, 6–1, 3–6, 6–3

### Ženske posamično
- Serena Williams :  Venus Williams, 6–4, 6–4

### Moške dvojice
- Henri Kontinen /  John Peers :  Bob Bryan /  Mike Bryan, 7–5, 7–5

### Ženske dvojice
- Bethanie Mattek-Sands /  Lucie Šafářová :  Andrea Hlaváčková /  Peng Shuai, 6–7(4–7), 6–3, 6–3

### Mešane dvojice
- Abigail Spears /  Juan Sebastián Cabal :  Sania Mirza /  Ivan Dodig, 6–2, 6–4